# Identi.ca
identi.ca는 액티비티 스트림스(Activity Streams) 프로토콜을 사용하는 pump.io 소프트웨어 기반의 자유 오픈 소스 소셜 네트워킹 및 블로깅 서비스였다. Identi.ca는 2013년에 신규 등록 수락을 중단했지만 E14N에서 제공하는 여러 다른 pump.io 기반 호스트와 함께 계속 운영되며 계속해서 신규 등록을 수락한다.

## 기능
pump.io에서 실행되는 Identi.ca는 페이스북 및 구글+와 같은 소셜 네트워킹 사이트와 유사하며 무제한 길이의 상태 업데이트, 서식 있는 텍스트 및 이미지를 허용한다. 액티브 스트림스 프로토콜은 게임과 같은 다양한 종류의 활동을 지원한다. 오픈팜게임(OpenFarmGame)은 액티비티 스트림스 기반 게임의 프로토타입 애플리케이션이다. 해시태그, 그룹 및 전체 검색은 지원되지 않는다.